# Ellis County (Oklahoma)
Ellis County ist ein County im Bundesstaat Oklahoma der Vereinigten Staaten. Der Verwaltungssitz (County Seat) ist Arnett. Das U.S. Census Bureau hat bei der Volkszählung 2020 eine Einwohnerzahl von 3.749 ermittelt.

## Geographie
Das County liegt im Nordwesten von Oklahoma, grenzt im Westen an Texas und hat eine Fläche von 3190 Quadratkilometern, wovon 7 Quadratkilometer Wasserfläche sind. Es grenzt im Uhrzeigersinn an folgende Countys: Harper County, Woodward County, Dewey County, Roger Mills County, Hemphill County (Texas), Lipscomb County (Texas) und Beaver County.

## Geschichte
Ellis County wurde am 16. Juli 1907 aus Teilen des nicht mehr existenten Day County und des Woodward County gebildet. Benannt wurde es nach Abraham H. Ellis, dem Präsidenten der Verfassunggebenden Versammlung ("Constitutional Convention") von Oklahoma. Besiedelt wurde das County durch weiße Siedler während der dritten offiziellen Land-Besitznahme (Oklahoma Land Run) vom 19. April 1892.
Zehn Bauwerke und Stätten des Countys sind im National Register of Historic Places (NRHP) eingetragen (Stand 29. Mai 2018).

## Demografische Daten

Alterspyramide des Ellis County

Nach der Volkszählung im Jahr 2000 lebten im Ellis County 4.075 Menschen in 1.769 Haushalten und 1.218 Familien. Die Bevölkerungsdichte betrug 1 Einwohner pro Quadratkilometer. Ethnisch betrachtet setzte sich die Bevölkerung zusammen aus 96,29 Prozent Weißen, 0,05 Prozent Afroamerikanern, 1,20 Prozent amerikanischen Ureinwohnern, 0,10 Prozent Asiaten und 0,74 Prozent aus anderen ethnischen Gruppen; 1,62 Prozent stammten von zwei oder mehr Ethnien ab. 2,6 Prozent der Bevölkerung waren spanischer oder lateinamerikanischer Abstammung.
Von den 1.769 Haushalten hatten 25,3 Prozent Kinder unter 18 Jahre, die im Haushalt lebten. 59,9 Prozent waren verheiratete, zusammenlebende Paare, 6,0 Prozent waren allein erziehende Mütter. 31,1 Prozent waren keine Familien, 29,2 Prozent waren Singlehaushalte und in 15,7 Prozent der Haushalte lebten Menschen im Alter von 65 Jahren oder darüber. Die durchschnittliche Haushaltsgröße betrug 2,27 und die durchschnittliche Familiengröße betrug 2,79 Personen.
21,8 Prozent der Bevölkerung waren unter 18 Jahre alt, 6,0 Prozent zwischen 18 und 24, 21,6 Prozent zwischen 25 und 44, 28,6 Prozent zwischen 45 und 64 und 22,0 Prozent waren 65 Jahre oder älter. Das Durchschnittsalter betrug 45 Jahre. Auf 100 weibliche Personen kamen 97,7 männliche Personen. Auf 100 Frauen im Alter von 18 Jahren oder darüber kamen 95,1 Männer.
Das jährliche Durchschnittseinkommen eines Haushalts betrug 27.951 USD und das durchschnittliche Einkommen einer Familie betrug 33.750 USD. Männer hatten ein durchschnittliches Einkommen von 27.237 USD gegenüber den Frauen mit 17.772 USD. Das Prokopfeinkommen betrug 16.472 USD. 9,2 Prozent der Familien und 12,5 Prozent der Bevölkerung lebten unterhalb der Armutsgrenze.